# Hrádek nad Nisou
Hrádek nad Nisou (deutsch Grottau) ist eine Stadt im Liberecký kraj in Tschechien. Sie liegt im Dreiländereck Deutschland-Polen-Tschechien.

## Geographie

### Geographische Lage
Die Stadt liegt im nördlichen Böhmen am rechten Ufer der Lausitzer Neiße, in der Nähe der Grenze zu Sachsen (Stadtgebiet von Zittau im Westen) und zur polnischen Woiwodschaft Niederschlesien (Stadtgebiet von Bogatynia im Norden). Östlich der Stadt befindet sich das Schloss Grafenstein.

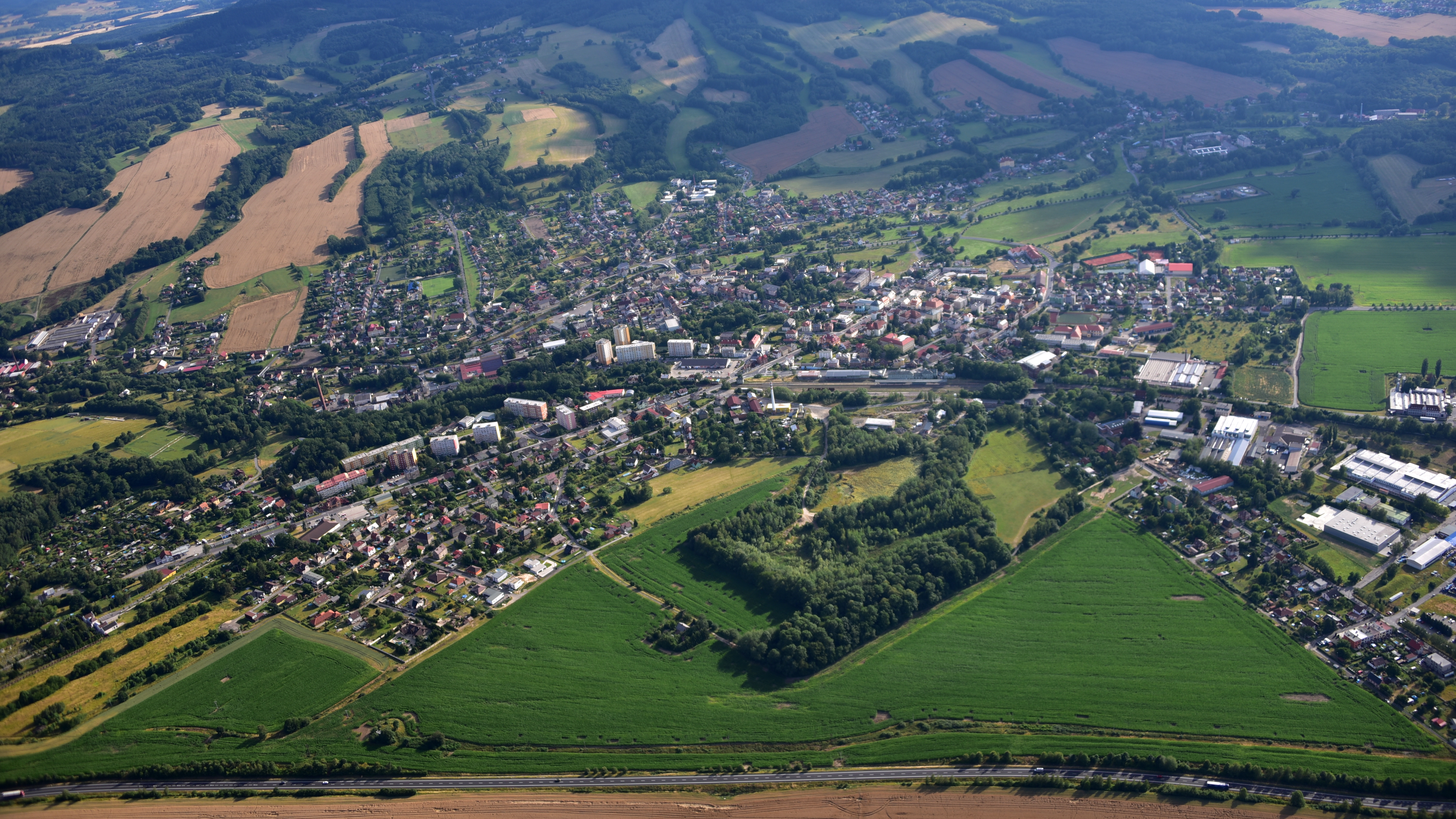
Hrádek nad Nisou, Luftaufnahme (2019)

### Stadtgliederung
Die Stadt Hrádek nad Nisou besteht aus den Ortsteilen Dolní Sedlo (Spittelgrund), Dolní Suchá (Nieder Berzdorf), Donín (Dönis), Horní Sedlo (Paß), Hrádek nad Nisou (Grottau), Loučná (Görsdorf), Oldřichov na Hranicích (Böhmisch Ullersdorf), Uhelná (Kohlige) und Václavice (Wetzwalde). Grundsiedlungseinheiten sind Dolní Sedlo, Dolní Suchá, Donín, Horní Sedlo, Horní Suchá (Ober Berzdorf), Hrádek nad Nisou-střed, Mansfeldova rokle, Nad tratí, Nová Loučná (Neugörsdorf), Oldřichov na Hranicích, Ovčí kopec, Pod Dolním Sedlem, Pod tratí, Stará Loučná (Altgörsdorf), U celnice, U hranic, U Kristýny, U Nisy, Uhelná, Václavice-dolní část (Niederwetzwalde), Václavice-horní část (Oberwetzwalde), Za střelnicí (Hahnberg), Zlatá výšina (Goldene Höhe) und Žitavská.
Das Gemeindegebiet gliedert sich in die Katastralbezirke Dolní Sedlo, Dolní Suchá u Chotyně, Donín u Hrádku nad Nisou, Hrádek nad Nisou, Loučná, Oldřichov na Hranicích und Václavice u Hrádku nad Nisou.

### Nachbarorte
|                                       | Bogatynia                                   |                                                                    |
| Zittau                                | Kompassrose, die auf Nachbargemeinden zeigt | Chrastava (Kratzau)                                                |
| Jablonné v Podještědí (Deutsch Gabel) | Rynoltice (Ringelshain)                     | Chotyně (Ketten), Bílý Kostel nad Nisou (Weißkirchen an der Neiße) |

## Geschichte

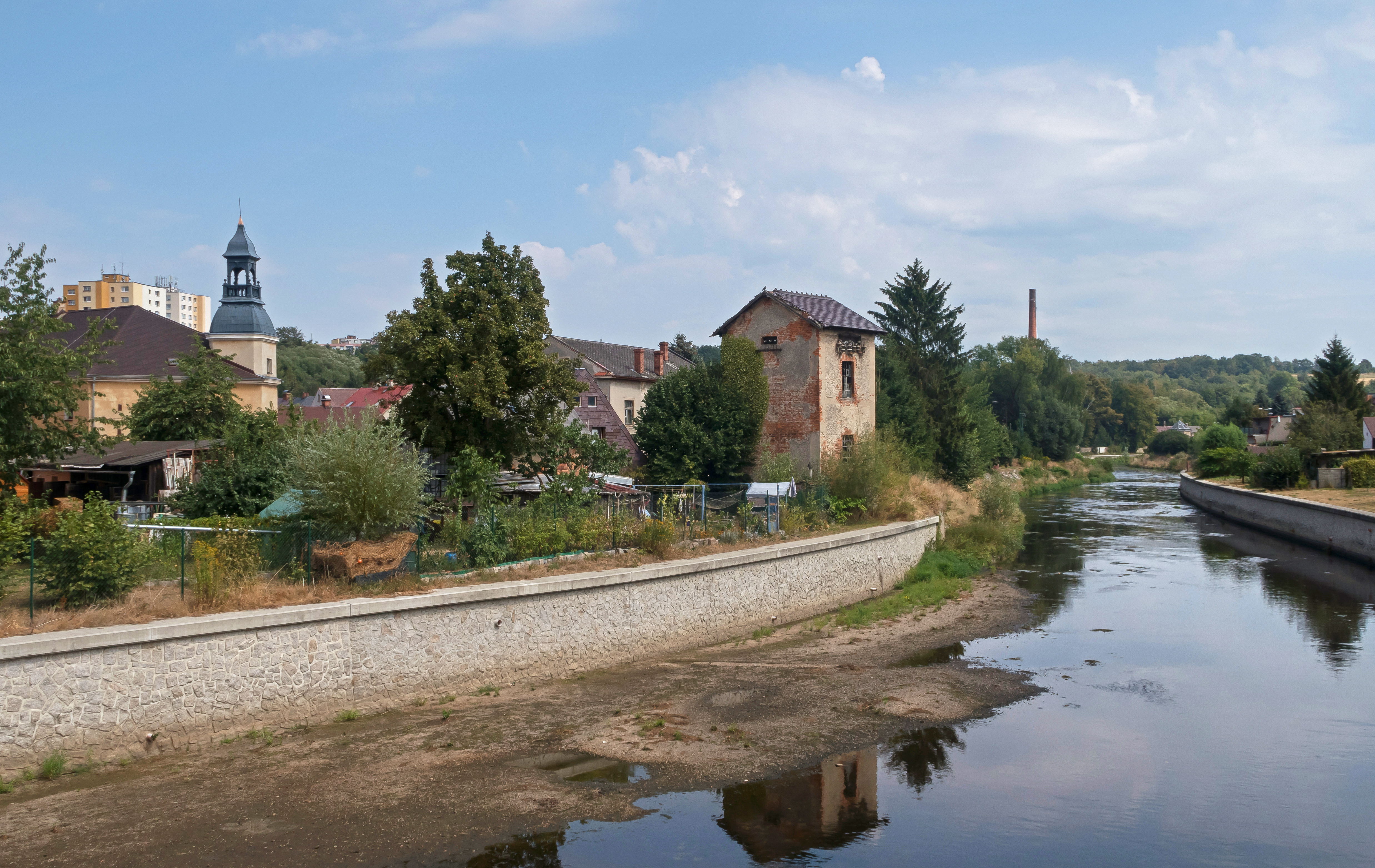
Blick auf die Stadt von der Brücke über die Neisse

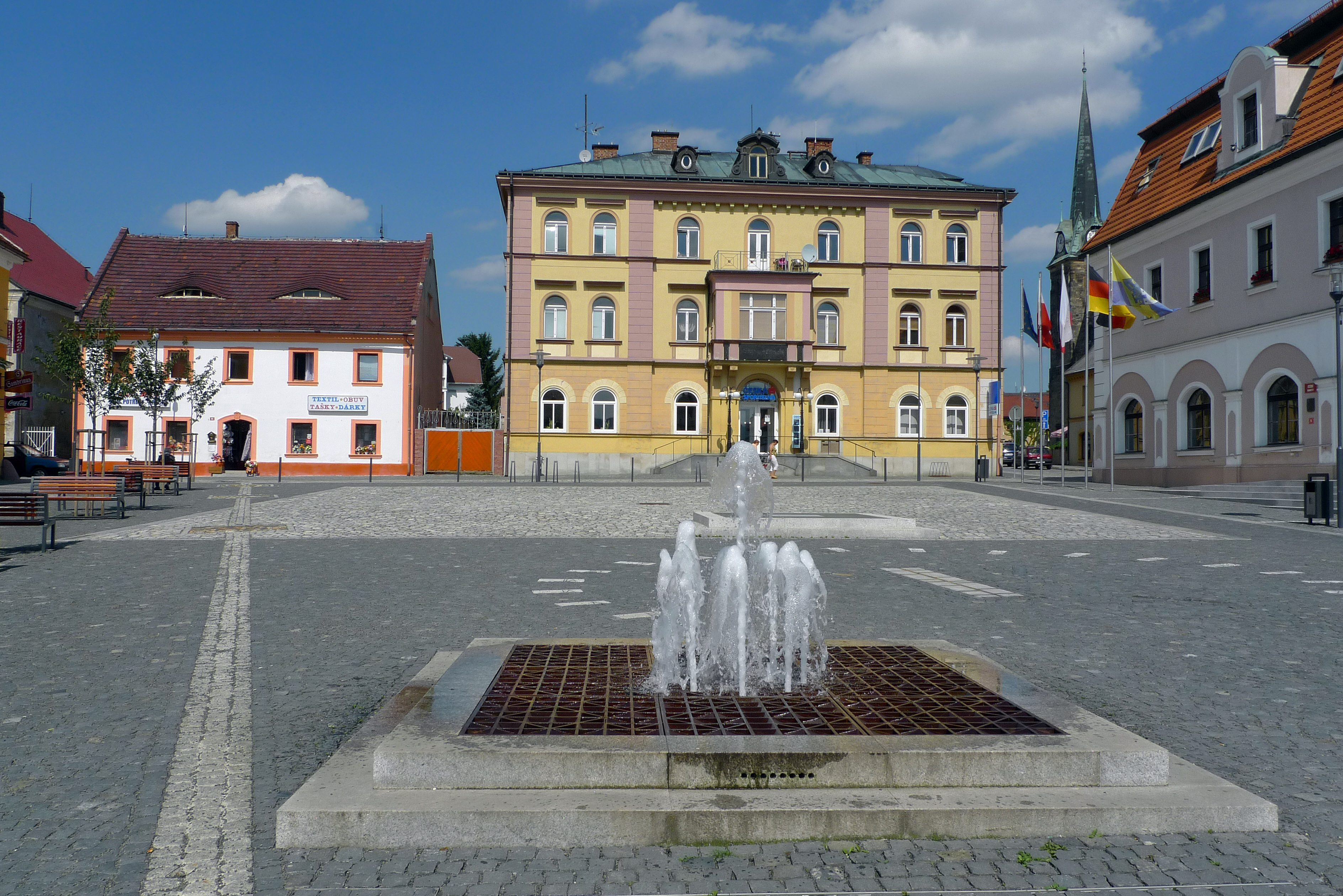
Marktplatz

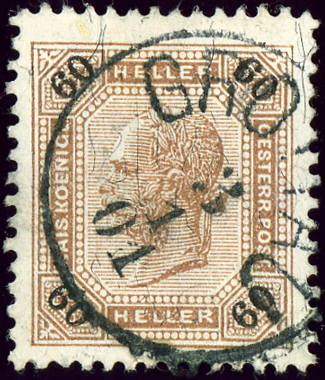
Österreichische 60-Heller-Briefmarke, entwertet 1901 in Grottau

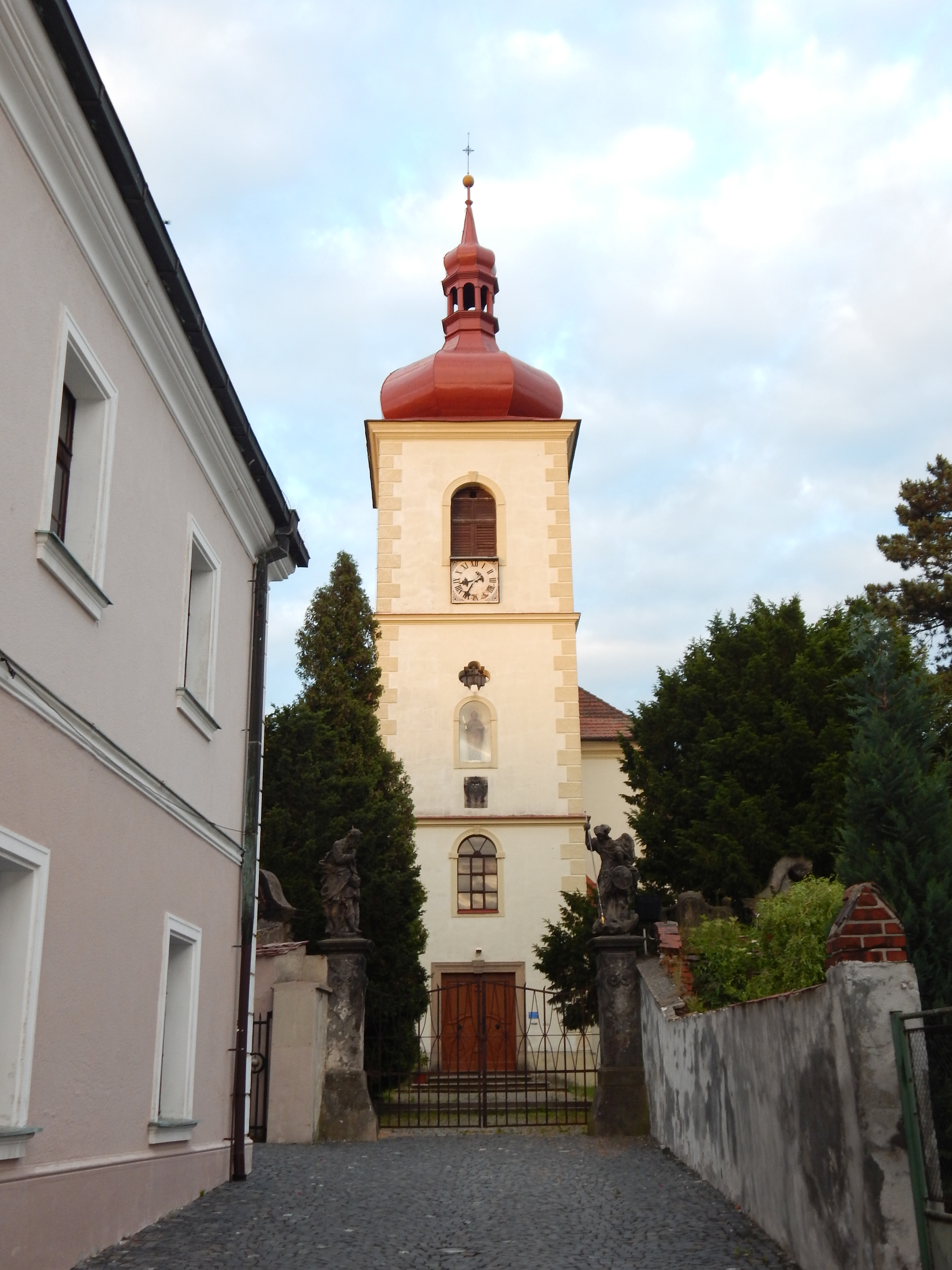
Bartholomäuskirche

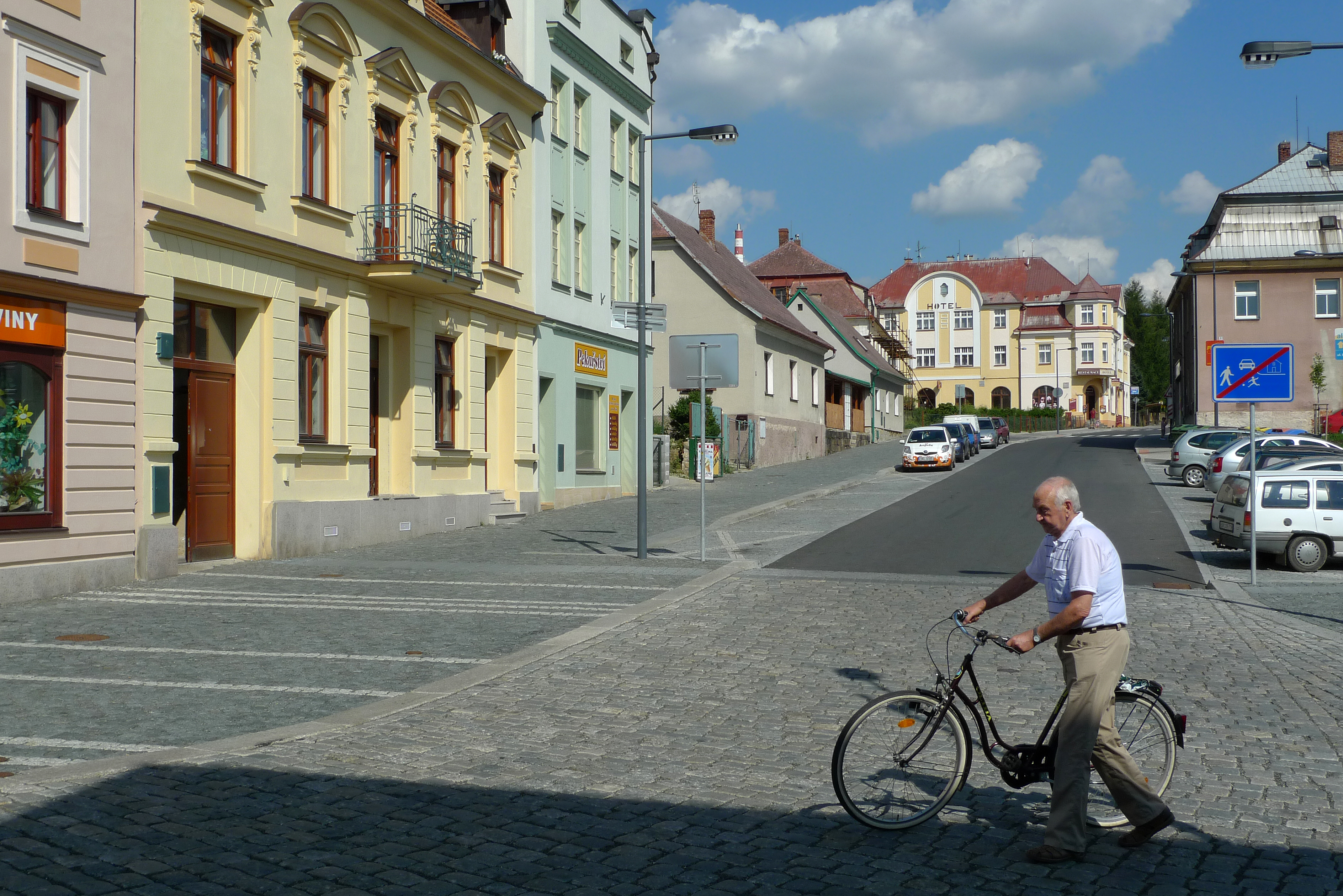
Straßenzug in der Altstadt

Die Gegend am Flusslauf der Lausitzer Neiße war bereits seit der jüngeren Steinzeit durch Menschen besiedelt. 968 wurde das Gebiet um Grottau durch einen Vertrag des Bistums Meißen an Böhmen angeschlossen. Durch das Gebiet verlief durch Jahrhunderte ein Handelsweg von Rom über Schlesien bis zur Ostsee.
Hrádek nad Nisou ist eine der ältesten Stadtsiedlungen an der Lausitzer Neiße, war in dieser Zeit ein Slawischer Burgwall der Milzener und diente unter der westslawischen Bezeichnungen Grod (= Burgwall) bei kriegerischen Auseinandersetzungen als Fliehburg. Im Volksmund hieß die Stadt Grote und führt seit 1920 den heutigen tschechischen Ortsnamen.
Im 13. Jahrhundert bei Ausbildung der Herrschaft Grafenstein entstand an Stelle der sorbischen Fliehburg ein Herrensitz. Vermutlich erhielt die planmäßig angelegte Marktsiedlung Grod im Jahr 1260 von Přemysl Otakar II. das Stadtrecht. Zur gleichen Zeit siedelten sich in der Gegend Franken an. Die Bewohner lebten zunächst als Kolonisten vom Ackerbau, Handwerk und Handel. Auf dem lehmigen und tonigen Untergrund wurden Feldfrüchte und Gartengemüse angebaut. Die umfangreichen, umgebenden Waldgebiete bestanden meist aus Nadelwäldern mit einem geringen Anteil an Laubbäumen. 1268 wurde eine Kirche gebaut und der Ausbau der Stadt aus Naturstein der Umgebung festigte die Bausubstanz der Wohnhäuser. Zu jener Zeit hatte Grottau mehr Bedeutung als Reichenberg. Im Jahr 1424 wurde Grod von den Hussiten zerstört, aber bald danach wieder aufgebaut und nach Westen vergrößert.
Im 16. Jahrhundert kam es zu einem wirtschaftlichen Aufschwung. Die Deutschen wurden zur stärksten und reichsten Bevölkerungsgruppe, die tschechische Bevölkerung lebte unter ärmlichen Bedingungen fast ausschließlich in Dörfern. Neben Deutschen und Tschechen lebten in Grod und der Umgebung auch Sorben. Bis zur Mitte des 19. Jahrhunderts war Grottau ein erbuntertäniges Städtchen der Grundherrschaft Grafenstein.
Im 19. Jahrhundert wurde eine Reihe von Maschinenbau- und chemischen Fabriken erbaut, wobei Grottau ab 1850 eine Stadtgemeinde im Gerichtsbezirk Kratzau bzw. Bezirk Reichenberg bildete. Die tschechische Sprache wurde nach der Entstehung der Tschechoslowakei 1920 als Amtssprache in den staatlichen Ämtern eingeführt und verdrängte das Deutsche.
Nach dem Münchner Abkommen gehörte Grottau von 1938 bis 1945 zum Landkreis Reichenberg, Regierungsbezirk Aussig, im Reichsgau Sudetenland des Deutschen Reichs.
Nach dem Ende des Zweiten Weltkriegs im Mai 1945 wurde der größte Teil der deutschböhmischen Bevölkerung von Grottau vertrieben. 1982 brannte das Rathaus mit einer Vielzahl historischer Dokumente aus. In der Heimatstube Reichenberg in Augsburg, errichtet durch Heimatvertriebene, befinden sich seit 1945 Archivbestände zur Geschichte der Stadt Grottau. Ab 1972 bestand die 1945 unterbrochene Eisenbahnverbindung nach Zittau wieder, 1991 wurde darüber hinaus ein Grenzübergang für Fußgänger und Radfahrer in den deutschen Nachbarort Hartau bei Zittau eröffnet.

### Demographie
| Jahr | Einwohner | Anmerkungen        |
| ---- | --------- | ------------------ |
| 1803 | 0919      | in 164 Häusern     |
| 1830 | 1.473     | in 235 Häusern     |
| 1900 | 4.154     | deutsche Einwohner |
| 1930 | 4.201     | [ 11 ]             |
| 1939 | 3.722     | [ 11 ]             |

## Sehenswürdigkeiten

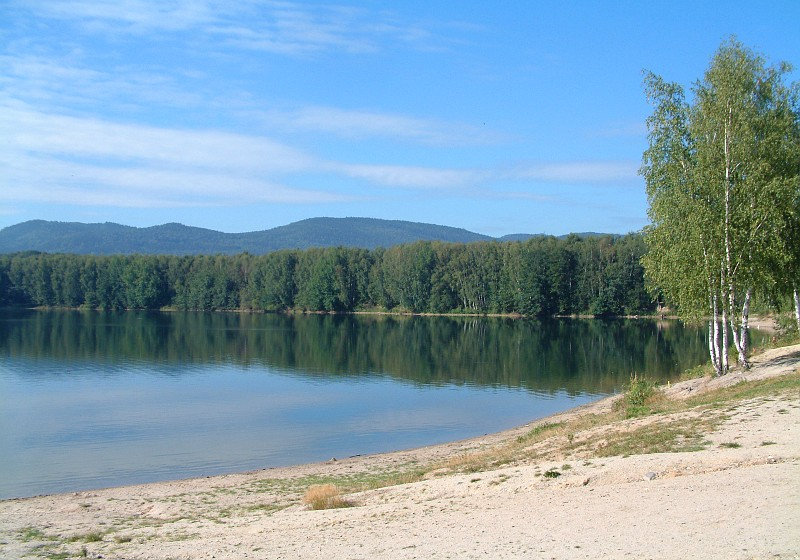
Kristýna-See

- Katholische Kirche des Hl. Bartholomäus (1268 erbaut, nach Vernichtung durch Hussiten 1466 neu erstellt, restauriert im Stil der Renaissance 1568)
- Evangelische Friedenskirche
- Dom Pokoje (erbaut 1900 durch Lutheraner)
- Burg Grabštejn, Sitz der Herrschaft Grafenstein
- Erholungs- und Sportareal Kristýna am gleichnamigen See
- Popova skála, Aussichtsfelsen
- Oberwegsteine und Rabensteine

## Städtepartnerschaften
Partnerstädte von Hrádek nad Nisou sind Bogatynia in der polnischen Woiwodschaft Niederschlesien und Zittau in Sachsen.

## Söhne und Töchter der Stadt
- František Cejnar (1890–1950), Fußballschiedsrichter
- Franz Sitte (1896–1960), sudetendeutscher römisch-katholischer Geistlicher und Märtyrer
- Eduard Winter (1896–1982), österreichisch-deutscher Historiker

## Eisenbahn
Die Bahnstrecke Liberec–Zittau führt durch Grottau.